# Bastet
Bastet, znana też pod nazwą Bast, Boubastis, Pasht, Ubasti, Ba en Aset – w mitologii egipskiej bogini miłości, radości, muzyki, tańca, domowego ogniska, płodności, a także kotów. 
Wierzono, że Bastet chroni mężczyzn przed chorobami i demonami. Przedstawiana jako kot lub kobieta z głową kota, często ze skarabeuszem na głowie, który był symbolem wschodzącego słońca, gdyż w imieniu Ra walczyła z Apopisem – ucieleśnieniem chaosu, przedstawianego jako wielkiego węża. Przedstawiano ją często z krzyżem Ankh – symbolem życia – i sistrum – uderzanym instrumentem muzycznym, który był jej atrybutem władzy. Była matką Maahesa, według niektórych źródeł, Chonsu – boga Księżyca. Bogini Bastet pojawiła się już w czasach II dynastii, i jej nazwa prawdopodobnie wzięła się od miast kultu Bast (greckie Bubastis). Prawdopodobnie na początku zwierzęciem kultu był lew/lwica. Herodot na podstawie powierzchownych analogii porównywał ją z grecką Artemidą. Wielu bogów w tamtym okresie miało swoje dwie twarze – dobrą i złą; o ile Bastet kot była usposobieniem dobroci i ochroną, kojarzono ją również z bezwzględną, walczącą Sachmet przedstawianą jako kobieta z głową lwa.
Największym ośrodkiem kultu było Bubastis – miasto leżące w XVIII nomie dolnoegipskim, znajdujące się we wschodniej części delty Nilu, dlatego też zwana była „Boginią Wschodu” – w przeciwieństwie do  Sachmet, zwanej „Boginią Północy”. Jej kult obejmował też takie miasta jak: Memfis, Heliopolis, Teby, Leontopolis, Herakleopolis.
Doroczne festiwale urządzane w Bubastis ku czci bogini Bastet odbywały się w kwietniu i maju. Brało w nich udział nawet 700 tys. osób. Dokładne opisy tych obchodów można znaleźć w dziele Herodota.
Koty były uważane w Egipcie za zwierzęta święte. Zabicie kota groziło surową karą. Zdarzyło się, że gdy jeden z członków rzymskiej delegacji przypadkowo zabił kota, tłum zlinczował żołnierza. Wrogowie Egipcjan wykorzystywali fakt, że Egipcjanie nie chcieli zranić swoich bóstw, wystawiając koty w bitwach przed własnych żołnierzy w pierwszym szeregu (bitwa pod Peluzjum w 525 roku p.n.e.).
Po śmierci kota opiekunowie golili sobie brwi (gdy zmarł pies, golili również głowy), a następnie balsamowali zwłoki zwierzęcia. Ważne kocie nekropolie istniały w Bubastis w Dolnym Egipcie, Speos Artemidos w Środkowym Egipcie i Memfis (Sakkara). W tych trzech miastach cmentarzy tych używano przez kilka wieków, a w każdym z nich pochowano tysiące kotów. Współcześnie znaleziono tam wiele kocich mumii, które obecnie znajdują się w muzeach całego świata.
Kult Bastet rozwijał się od około 1100 p.n.e. do końca okresu ptolemejskiego, do śmierci Kleopatry VII (30 p.n.e.).
| W1 | t | B1 |

| W1 | t | B1 |

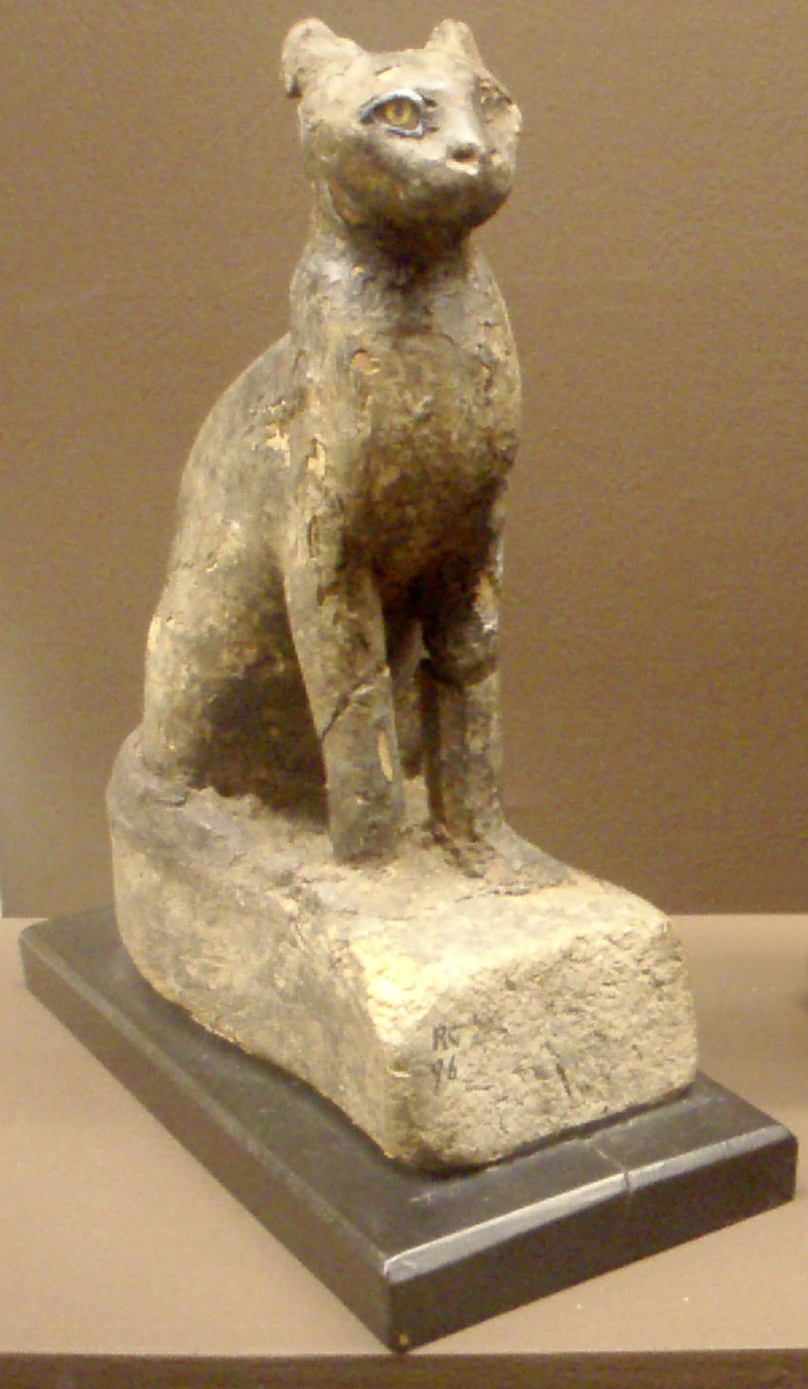
Muzeum Rosicrucian Egyptian, San Jose, CA
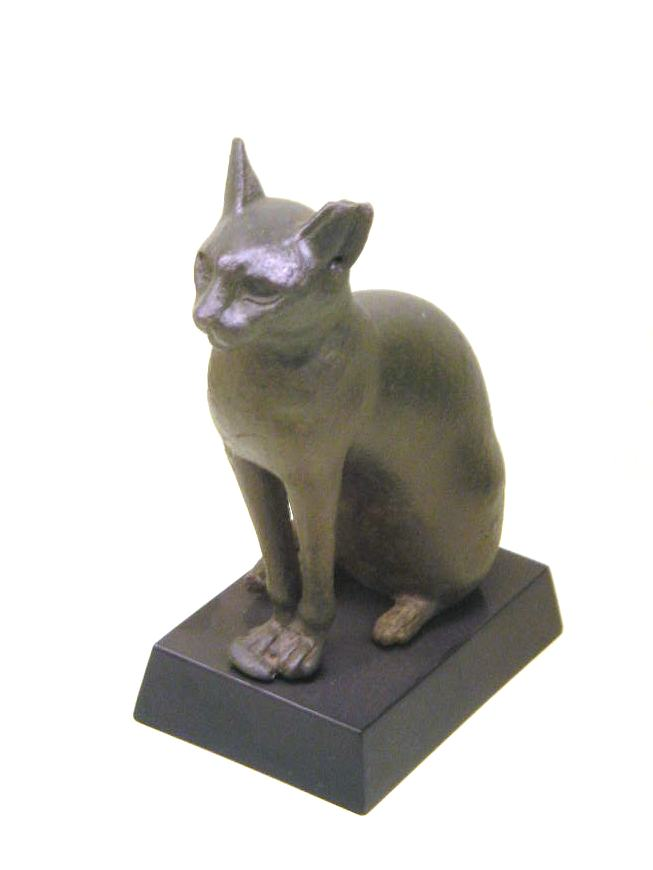
Muzeum Archeologiczne w Stambule
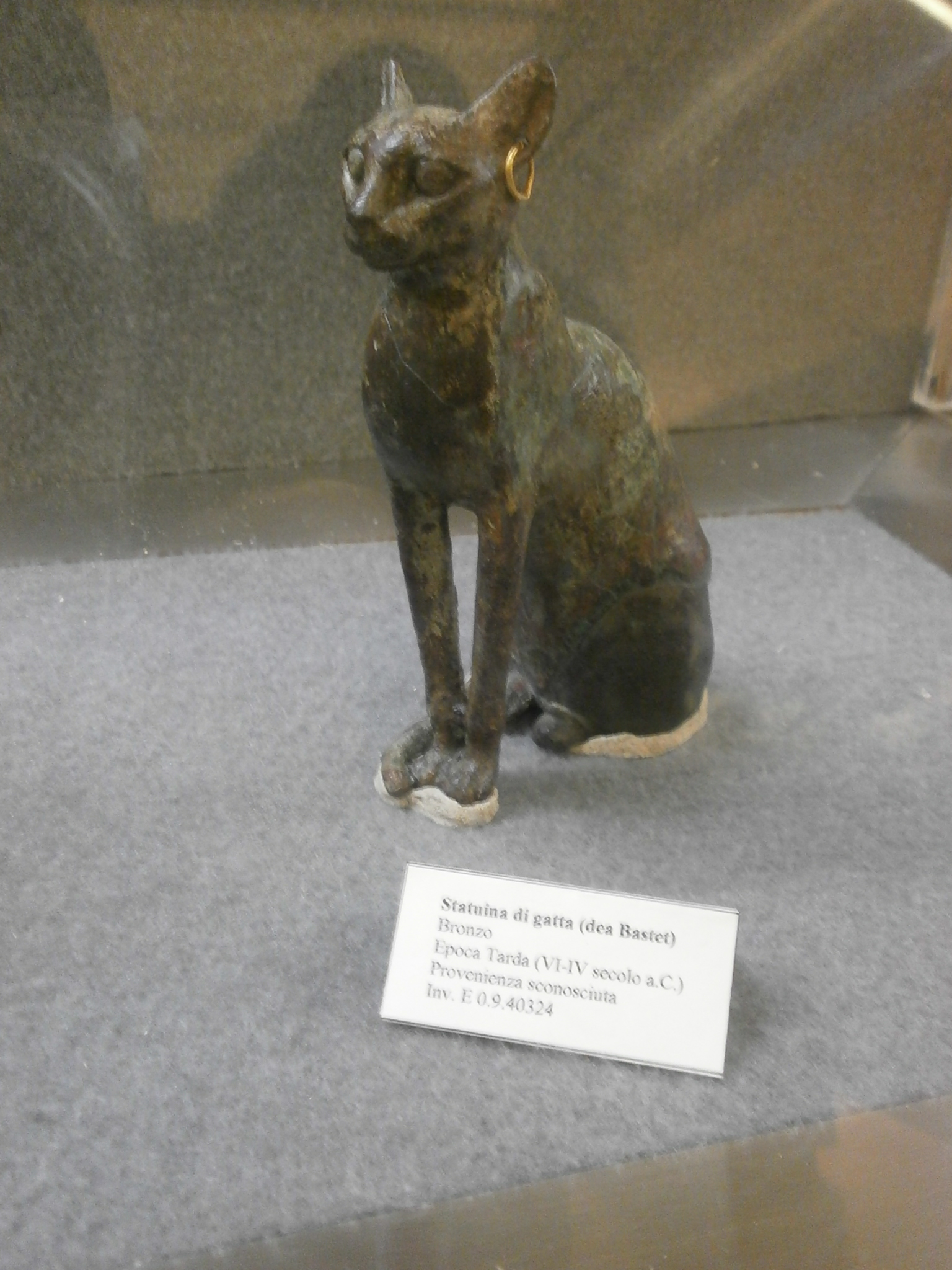
Statua Bastet w brązie VI-IV, Muzeum Egipskie w Mediolanie
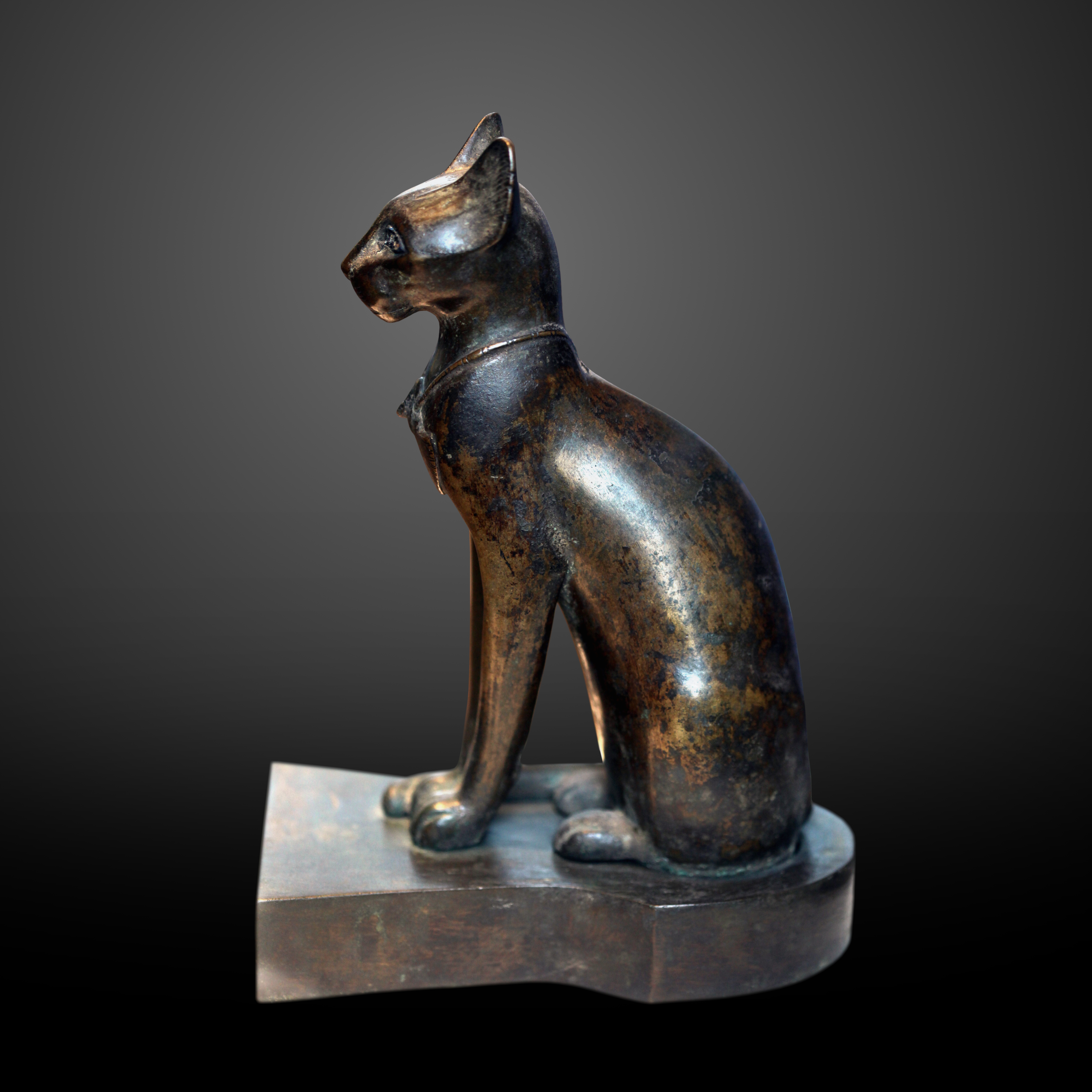
Luwr
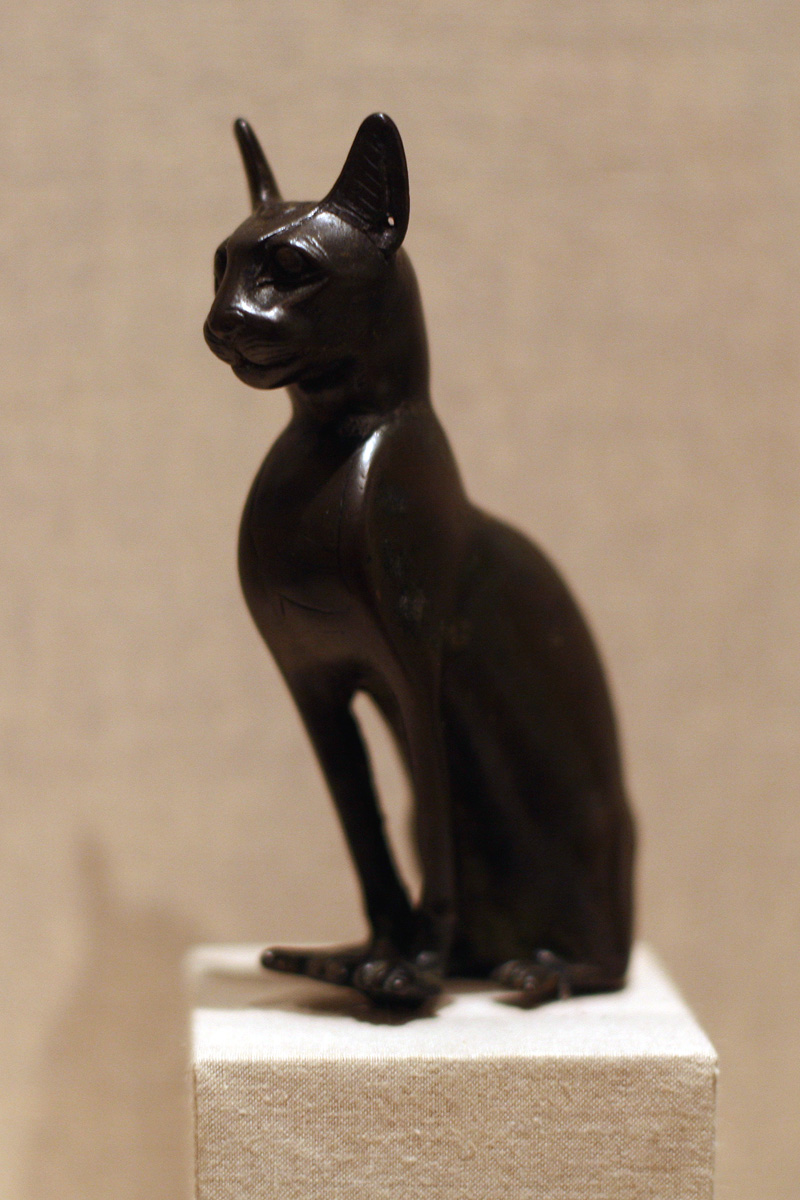
Bastet w brązie Muzeum w Brooklynie
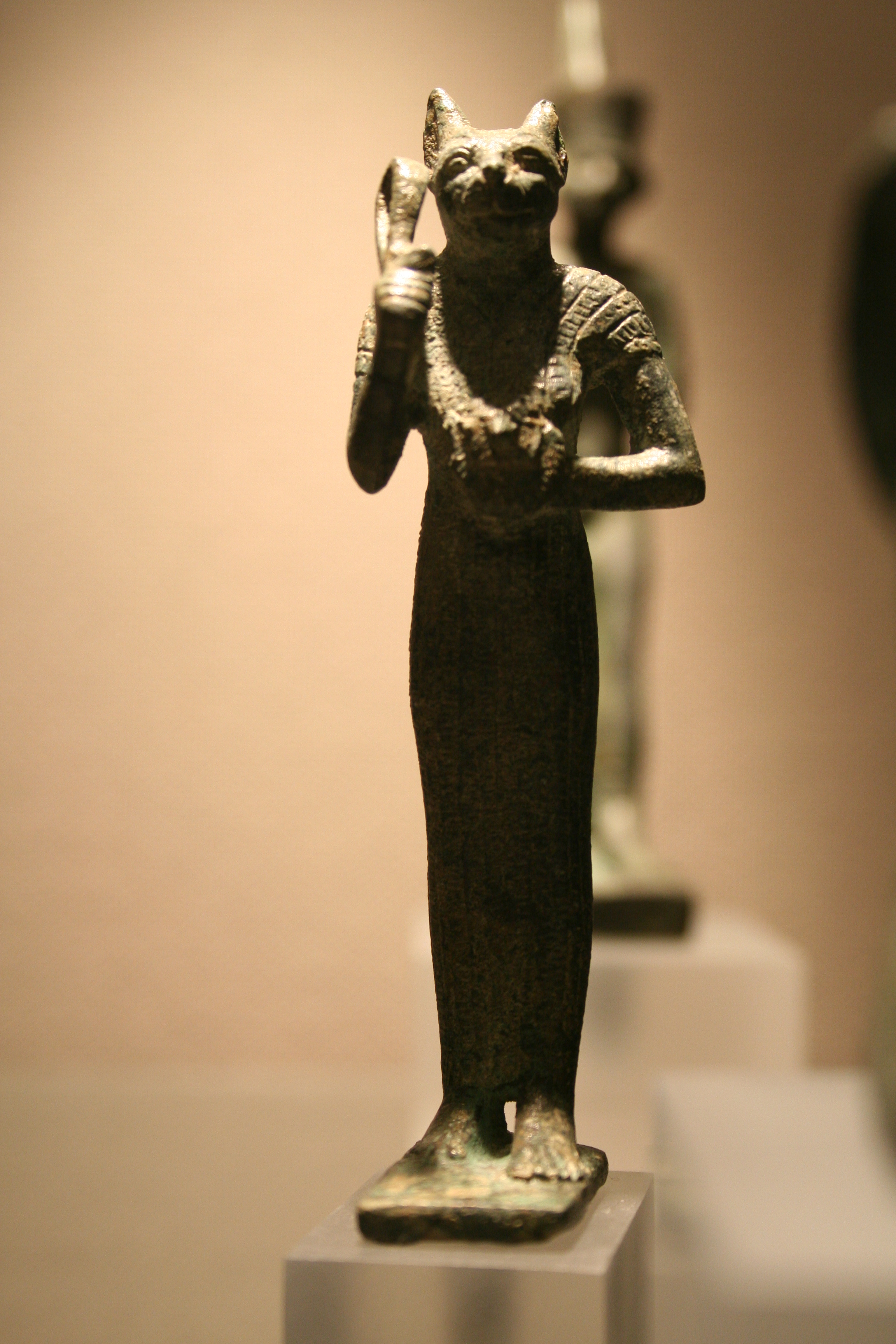
Muzeum Egipskie w Lipsku